# Cratere Taira
Taira  è un cratere sulla superficie di Venere.